# Virgen del Campo
La Virgen del Campo es una advocación de la Virgen María venerada en la Iglesia católica. Es patrona de diversas localidades y municipios repartidos por diferentes países.

## Patronatos
Valdecañas de Cerrato
Valdecañas de Cerrato (Palencia), venera la imagen de la Virgen del Campo, y celebra su festividad el 12 de septiembre.
Cabezón de la Sal
- Cabezón de la Sal (Cantabria), celebra su festividad el día 13 de agosto. Cuenta la leyenda que la imagen de la Virgen se encontró entre los cuernos de un toro. El día 12, la patrona sale por las calles del pueblo hasta el lugar donde se encontraba su ermita (hoy desaparecida) y los mozos y mozas le bailan los tradicionales picayos.

Cañete de las Torres (Córdoba)
En Cañete de las Torres, la devoción a la Santísima Virgen del Campo es muy grande, pues la ermita permanece abierta durante todos los meses del año. En ella se puede contemplar su hermosa cúpula de yeserías. Es uno de los monumentos más antiguos y hermosos de este pueblo. La Virgen del Campo es patrona, alcaldesa perpetua y madre de todos los cañeteros presentes y ausentes. 
Las fiestas en su honor comienzan generalmente el último domingo del mes de agosto con la tradicional procesión de bajada de la Santísima Virgen desde su ermita hasta la iglesia de la Asunción. Una vez allí, se realiza el pregón que da comienzo a las fiestas. 
El día 30 de agosto comienza la novena. El día 8 de septiembre se realiza la procesión del regreso y la subida de la Virgen hacia su ermita, donde a su llegada los allí presentes la reciben con fulgor y gran expectación con fuegos artificiales. Al día siguiente, 9 de septiembre, en el jardín de la ermita a las 10:30 de la mañana se da inicio a la solemne misa, en donde el alcalde renueva el juramento y voto a la Virgen del Campo, como alcaldesa perpetua de Cañete de las Torres. El 4 de septiembre de 2010 tuvo lugar su coronación pontificia.
Cabe destacar que durante todos estos días de celebraciones de las fiestas patronales, tienen lugar numerosos actos religiosos y eventos culturales en Cañete de las Torres.
Aliseda (Cáceres)

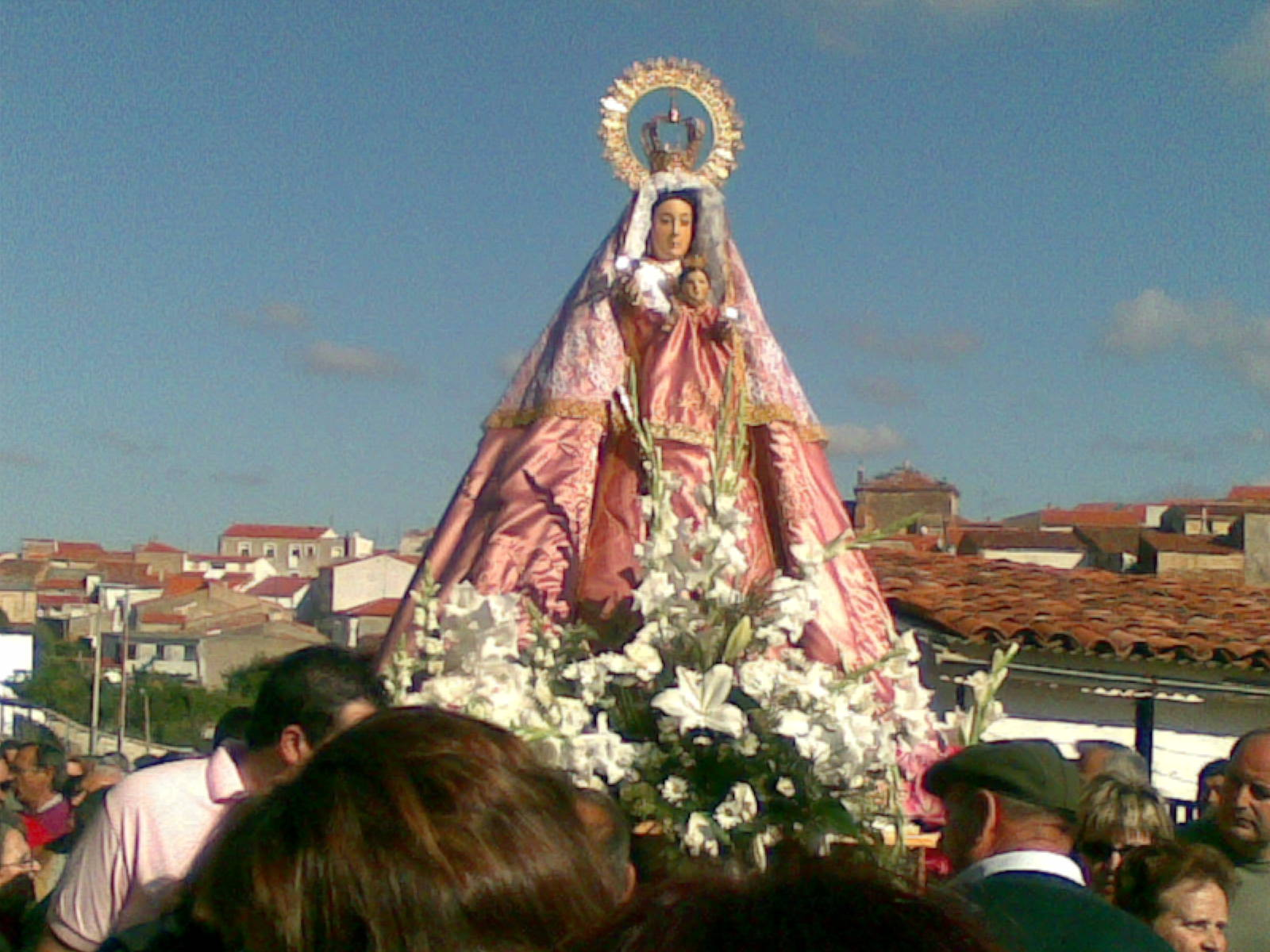
Imagen de la Virgen del Campo de Aliseda.

Aliseda está situada al oesudoeste de la capital cacereña, a 28 km de esta. Cuenta actualmente con unos 2.011 habitantes. Su situación en la falda de la sierra de San Pedro, cruce de caminos de importancia estratégica como paso hacia Portugal, motivó que Aliseda fuera durante los siglos XIV y XV centro de acción de " bandidos y malhechores". Para evitar esta situación se consideró necesario repoblarla, por lo que en 1426 se concedió a Aliseda el privilegio de las exenciones tributarias. Circunstancia que generó muchos pleitos entre Cáceres y Aliseda al tener que cargar aquella con la parte de impuestos que correspondía a la segunda. Todo esto definió el comportamiento social de los habitantes de Aliseda en el siglo XVI.
El monumento más destacable de Aliseda es la iglesia de Nuestra Señora de la Asunción, situada en las cercanías de la Plaza Mayor y del Ayuntamiento. Data aproximadamente del siglo XVII. Otra construcción a destacar es la ermita de Nuestra Señora del Campo, a unos seis kilómetros al sur de Aliseda, en plena de Sierra de San Pedro. Los primeros datos que poseemos de la devoción a Ntra. Sra. del Campo datan del año 1485, referente a una visita obispal a la ermita; ésta fue mejorada y ampliada en el siglo XVIII. Es una construcción popular de mampostería con recubrimiento de cal que alberga una pila bautismal del siglo XVI. Hubo tres ermitas más, hoy desaparecidas: Santos Mártires, San Antón y Santa Catalina. La imagen de Nuestra Señora del Campo puede ser del siglo XII o XIV de estilo románico en transición al gótico; es una talla policromada con niño sedante, bastante extraña de encontrar en una zona tan meridional, que a lo largo del tiempo se fue recubriendo con otras capas de pintura. 
La festividad de Ntra. Sra. del Campo se celebra el Martes de Pascua, una vez bajada la Virgen de la ermita el Domingo de Resurrección. El domingo por la tarde, después de salir de su ermita, llega al mirador de la Mina Pastora, donde hay un pequeño monumento en su honor. Allí la espera una banda de tambores y cornetas y el alcalde o alcaldesa le impone el bastón de mando del pueblo, Una vez realizado este acto, continúa la bajada hasta llegar a la Plaza Mayor, en la cual es recibida por el Grupo Folklórico "ALISO", dándole la bienvenida al pueblo con la danza de la Virgen del Campo, y por último la entrada a la iglesia, muy emotiva por el cante de la Salve Rociera y la entrega de la ofrenda floral. 
El Martes de Pascua, dos días después de su bajada, se realiza por la mañana una Santa Misa en honor a la Virgen del Campo. Al finalizar se realiza una procesión por las distintas calles de la localidad. A la entrada de la iglesia es tradición subastar los brazos de las andas de la Virgen para su entrada en el templo. Al día siguiente es la subasta donde los aliseños y aliseñas llevan productos de la localidad o diversos objeto para su subasta.
Durante los 15 días siguientes a su bajada permanecerá en el pueblo bajo custodia de sus feligreses.
Romerías de la Virgen del Campo: se celebran dos en su honor. La primera, el domingo a los 15 días de su bajada; se la despide llevándola a su ermita en la finca El Hito. Y la segunda romería el primer domingo de octubre, la denominada romería del sindicato. En las romerías se realizan la Santa Misa y a continuación la recuperación de juegos tradicionales para todos los aliseños y aliseñas.
Calanda (Teruel)
Aunque no sea su patrona, se realiza la fiesta en honor a la Virgen del Campo dos semanas después del Domingo de Resurrección. La fiesta comienza el sábado por la noche con una verbena en la Calle Virgen del Campo y continúa el domingo con una procesión desde la ermita a la iglesia parroquial con la imagen de la Virgen en la peana, donde la gente la acompaña vestida con el  traje regional y se celebra una misa en honor a ella, luego se vuelve con la Virgen a la calle, donde se le toca unas piezas musicales y cantan unas jotas acompañado de un pequeño almuerzo, posteriormente se celebra una comida de hermandad de los vecinos de la cofradía y calle.
- Datos: Q6163572